# Eragrostis curvula
Eragrostis curvula é uma espécie de planta com flor pertencente à família Poaceae. 
A autoridade científica da espécie é (Schrad.) Nees, tendo sido publicada em Florae Africae Australioris Illustrationes Monographicae 397. 1841.

## Portugal
Trata-se de uma espécie presente no território português, nomeadamente em Portugal Continental e no Arquipélago da Madeira.
Em termos de naturalidade é introduzida nas duas regiões atrás indicadas.

## Protecção
Não se encontra protegida por legislação portuguesa ou da Comunidade Europeia.